# Joly Braga Santos
José Manuel Joly Braga Santos (Lisboa, 14 de mayo de 1924 - ibídem, 18 de julio de 1988) fue un compositor de música clásica y director de orquesta portugués.
Estudió violín y composición en el Conservatorio Nacional de Lisboa, y fue discípulo de Luís de Freitas Branco, y tras la Segunda Guerra Mundial, estudió dirección de orquesta, fuera de su país con Hermann Scherchen y Antonino Votto, y composición con Virgilio Mortari. Su estilo musical evolucionó de una acusada tendencia modal en su juventud a un mayor cromatismo en su madurez. Escribió seis sinfonías, tres óperas, música de cámara para diversas agrupaciones de instrumentos, música cinematográfica y música coral sobre textos de diversos poetas portugueses y españoles, desde Luís de Camoens hasta Garcilaso de la Vega.
En 1981 fue nombrado comendador de la Orden de Santiago de la Espada. Falleció de una apoplejía en 1988.